# Levin Pouchenius
Levin Pouchenius (* 26. Oktober 1594 in Königsberg (Preußen); † 4. Mai 1648 ebenda) war ein lutherischer Theologe und Hochschullehrer in Königsberg.

## Leben
Sein Vater war der Königsberger Dompfarrer Andreas Pouchenius der Jüngere. Levin studierte zunächst Philosophie und Theologie an der Universität Königsberg, bevor er für fünf Jahre an die Universität Wittenberg wechselte und dort 1620 seine Studien mit dem Magister abschloss. Zurück in Königsberg wurde er 1621 außerordentlicher Professor der Metaphysik, 1622 adjungierter, seit 1631 wirklicher Hofprediger und 1626 ordentlicher Professor der Logik und Metaphysik. Zeitweilig hatte er die Professur für Hebräisch. 1640 war er der erste, der in Königsberg zum Dr. theol. promoviert wurde und erhielt die Professur für Theologie. 1645 hielt er die Rede zum Universitätsjubiläum. 1648 war er für wenige Monate vor seinem Tod Oberhofprediger in Königsberg.
Levin Pouchenius war verheiratet mit Catharina Francke (1600–1654).